# Stenopleonoscia nitida
Stenopleonoscia nitida är en kräftdjursart som beskrevs av Johann Moritz David Herold 1931. Stenopleonoscia nitida ingår i släktet Stenopleonoscia och familjen Philosciidae. Inga underarter finns listade i Catalogue of Life.